# Famille Le Gouz de Saint-Seine
La famille Le Gouz de Saint-Seine est une famille subsistante de la noblesse française, originaire de Bourgogne.
Cette famille compte parmi ses membres plusieurs parlementaires d'Ancien Régime.

## Histoire
Cette famille a été anoblie en 1554 par charges à la Cour des comptes de Dijon,,.
La famille Le Gouz de Saint-Seine est admise à l'ANF en 1949.

## Personnalités
- Pierre Le Gouz de Saint Seine (vivant en 1510), sire de Vellepesle, maître ordinaire en la Chambre des comptes de Bourgogne[5].
- Bénigne Le Gouz de Saint Seine (1613-1683), petit-fils de Pierre, conseiller au parlement de Dijon
- Pierre Le Gouz de Saint Seine (1640-1702), arrière-petit-fils de Pierre, conseiller du roi au parlement de Bourgogne et érudit dijonnais.
- Bénigne Le Gouz de Gerland (1695-1774), notable, mécène, membre de l'Académie des sciences, arts et belles-lettres de Dijon.
- Bénigne Le Gouz de Saint-Seine (1719-1800), premier président au parlement de Dijon[1].
- Étienne Le Gouz de Saint-Seine (1805-1866), petit-fils du président à Dijon, avocat et un notable dijonnais[1].
- Jean Le Gouz de Saint-Seine (1865-1954), capitaine de vaisseau, commandeur de la Légion d'honneur, commandant du torpilleur numéro 155, puis de la station des sous-marins de Toulon.
- Germain Le Gouz de Saint-Seine (1906-1992) et son épouse Simone  Nicolas de La Rinière de Sigon (1905-2001), récipiendaires de la médaille des justes (1979)[6],[7].
- Colette Le Gouz de Saint-Seine (1920-2017) éleveuse-sélectionneuse d'animaux enregistrés sous l'appellation officielle « Grillemont ».

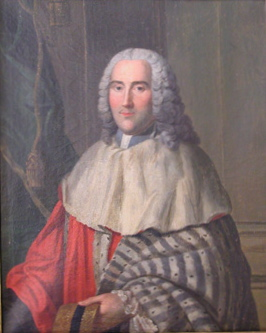
Bénigne Le Gouz de Saint-Seine
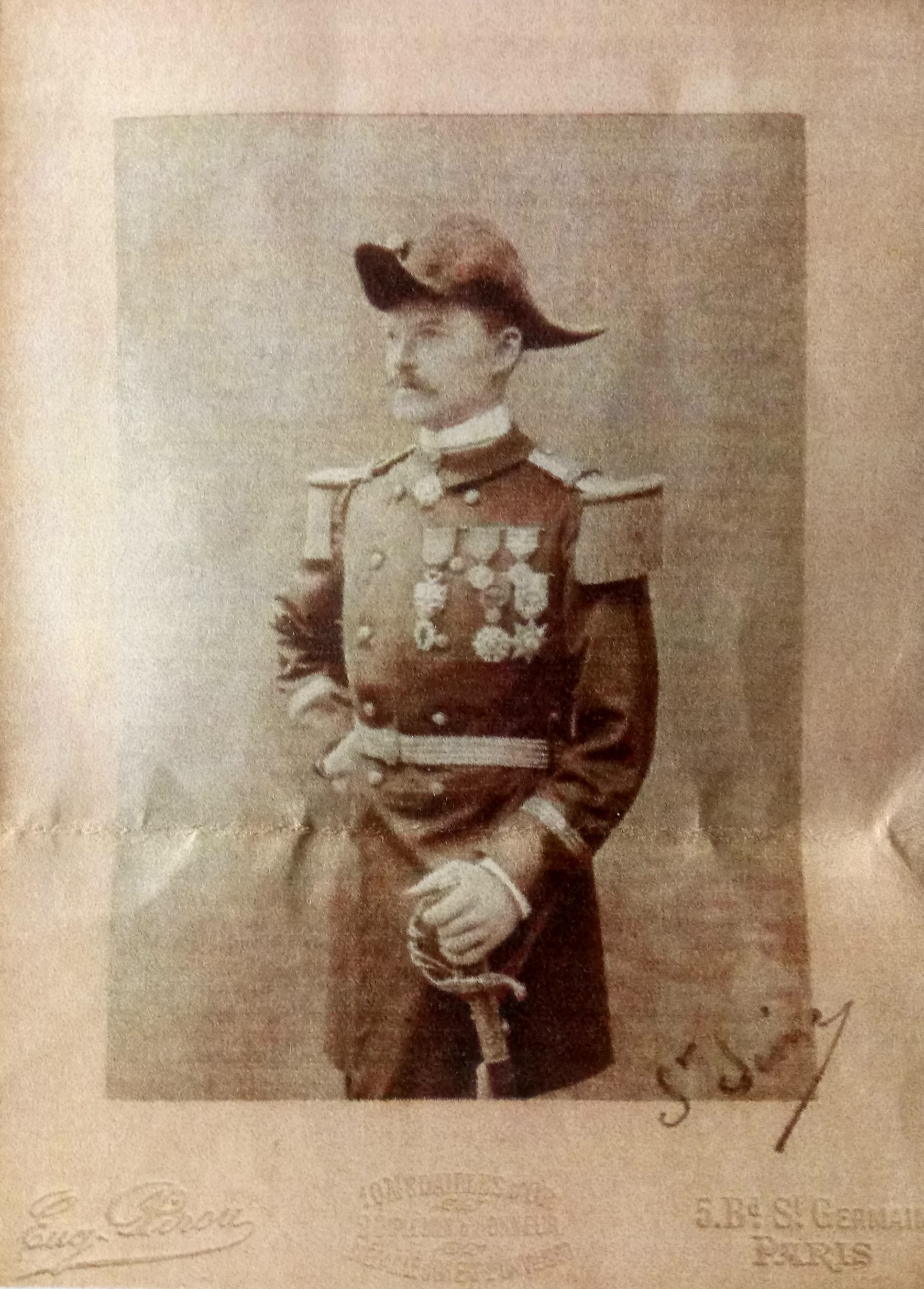
Jean le Gouz de Saint-Seine

## Demeures
- Hôtel de Saint-Seine à Dijon
- Château de Saint-Seine[8]
- Château de Longecourt-en-Plaine[9]
- Château de Grillemont
- Château de La Roche (Vouneuil-sous-Biard)
- Château de Villepreux

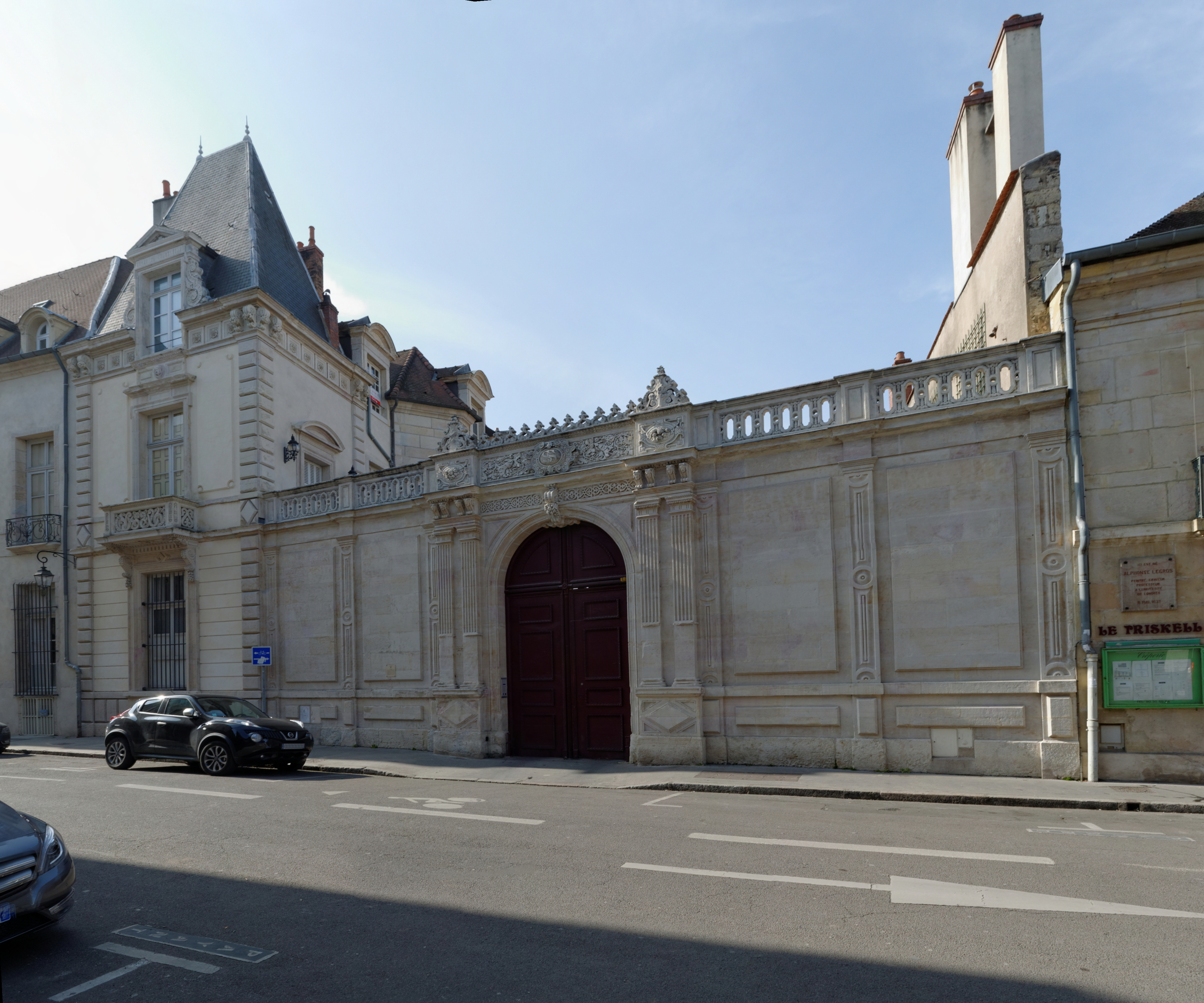
Hôtel de Saint-Seine

## Armoiries
Les armes de la famille se blasonnent ainsi : De gueules à la croix endentée d'or, cantonnée de quatre fers de lance d'argent.

## Alliances
Les principales alliances de la famille Le Gouz de Saint-Seine sont : de La Bourdonnaye, Chodron de Courcel, de Guillebon, de Lannion, von Bodman, de Brosses, de Garidel-Thoron, de Guéhéneuc de Boishue. Gagne de Perrigny, Renouard de Sainte-Croix (1864), Vaillant de Meixmoron Mathieu de Dombasle (1897), Rodocanachi (1913), de Menthon (1922), de Guillebon (1924), Nicolas de La Rinière de Sigon (1932), du Fresne de Virel (1932), Rarécourt de La Vallée de Pimodan (1939), de La Poëze d'Harambure (1944), Cesbron Lavau,  Valleteau de Moulliac, de Mieulle d'Estornez d'Angosse (1967), de Geoffroy du Rouret, Szmrecsanyi de Szmrecsan et Darocz, de Lacoste Lareymondie, Tillette de Mautort de Clermont-Tonnerre (1975).

## Pour approfondir

### Fonds d'archives
Le fonds privé familial de la famille Le Gouz de Saint-Seine est entré aux Archives départementales de la Côte-d'Or il y a plusieurs décennies. Représentant quelque 70 mètres linéaires, il constitue le plus important de Côte-d'Or. L'inventaire de ce fonds, qui a constitué un travail considérable, a été mené à bien par Françoise Vignier, directrice honoraire des Archives départementales de la Côte-d'Or, et a été publié au printemps 2021. À cette occasion, les archives avaient réalisées le 3 juin 2021 une exposition et une vidéo de leur inauguration.